# Alberto Mariotti
Alberto Jorge Mariotti (23 de agosto de 1935, Argentina) es un exfutbolista argentino. Jugaba como defensor y su primer club fue Chacarita Juniors.

## Trayectoria
Mariotti jugó en el Chacarita Juniors, club con el que ganó la Primera B en 1959. Posteriormente jugaría también con el San Lorenzo de Almagro, cuando fue convocado para la Copa del Mundo de 1962, y Argentinos Juniors. En total disputó 131 partidos en la liga argentina sin anotar un solo gol.
Su estilo era de una marca muy agresiva y proclive a las infracciones. En una ocasión jugando para San Lorenzo golpeó tanto a José Sanfilippo, en ese entonces jugador de Boca Juniors, que terminaron siendo expulsados los dos: Mariotti por juego brusco y Sanfilippo por reaccionar de forma violenta ante éste.

## Selección nacional
Fue convocado por la Selección de fútbol de Argentina para disputar la Copa Mundial de Fútbol de 1962 celebrada en Chile. Argentina fue eliminada en la primera fase, y Mariotti no llegó a debutar.

### Participaciones en Copas del Mundo
| Mundial                        | Sede  | Resultado    |
| ------------------------------ | ----- | ------------ |
| Copa Mundial de Fútbol de 1962 | Chile | Primera fase |

## Clubes
| Club                   | País      | Año |
| ---------------------- | --------- | --- |
| Chacarita Juniors      | Argentina |     |
| San Lorenzo de Almagro | Argentina |     |
| Argentinos Juniors     | Argentina |     |